# دوك كوكس
دوك كوكس (بالإنجليزية: Doak Cox)‏ هو جيولوجي أمريكي، ولد في 1917 في مقاطعة ماوي في الولايات المتحدة، وتوفي في 21 أبريل 2003.